# Сиаманг
Сиаманг (Symphalangus syndactylus) е вид бозайник от разред Примати (Primates), семейство Гибони (Hylobatidae). Среща се в Малака и Суматра. Видът е застрашен от изчезване.

## Поведение
Живее в моногамни семейни групи. Всяко семейство заема определена територия, която яростно защитават срещу нарушители. Спи по клоните на дърветата. Сиамангите имат силно развита система за гласови комуникации.